# Lachen Sönam Lodrö
Lachen Sönam Lodrö (tib.: bla chen bsod nams blo gros; chinesisch 喇钦索南罗追) (* 1332; † 1362) war ein Urgroßneffe Phagpas. Den Angaben der tibetischen „Sakya-Familiengeschichte“ (Sa-skya dung-rabs; chin. 萨迦世系史 Sajia shixi shi) zufolge war er in der Mongolen-Dynastie von 1358 bis 1362 Kaiserlicher Lehrer (dishi / ti shri) bei Kaiser Shun (Toghan Timur), in den chinesischen historischen Aufzeichnungen finden sich keine Angaben über ihn. Er war die dreizehnte Person in diesem Amt des höchsten Mönchsbeamten der Zentralregierung für buddhistische Angelegenheiten.